# Reprezentacja Grecji na Mistrzostwach Świata w Narciarstwie Klasycznym 2011
Reprezentacja Grecji na Mistrzostwach Świata w Narciarstwie Klasycznym 2011 liczy 3 sportowców.

## Medale

### Złote medale
Brak

### Srebrne medale
Brak

### Brązowe medale
Brak

## Wyniki

### Biegi narciarskie mężczyzn
Bieg na 15 km
- Alexis Gkounko - odpadł w kwalifikacjach
- Dimitrios Kappas - odpadł w kwalifikacjach
- Georgios Nakas - odpadł w kwalifikacjach

Sprint
- Georgios Nakas - odpadł w kwalifikacjach
- Alexis Gkounko - odpadł w kwalifikacjach
- Dimitrios Kappas - odpadł w kwalifikacjach